# Isolasioptera palmae
Isolasioptera palmae är en tvåvingeart som beskrevs av Edwin Möhn 1975. Isolasioptera palmae ingår i släktet Isolasioptera och familjen gallmyggor.
Artens utbredningsområde är El Salvador. Inga underarter finns listade i Catalogue of Life.